# Henrik Hedman
Henrik Hedman (5 februari 1968) is een Zweeds ondernemer en autocoureur.

## Ondernemer
In de jaren '00 werkte Hedman bij diverse banken. Vanaf 2005 was hij enige jaren verantwoordelijk voor de Scandinavische klanten van de Zwitserse bank Privatbank Bellerive. In zijn thuisland Zweden is hij actief als vastgoedmakelaar.

## Autocoureur
Hedman begon zijn autosportcarrière als amateurcoureur in 2012. Hij nam deel aan diverse Maserati- en Ferrari-kampioenschappen. In 2014 kwam hij voor het team DragonSpeed uit in de GT-A-klasse van de Pirelli World Challenge, waarin hij met vijf podiumplaatsen als tweede in het klassement eindigde. In 2015 werd hij elfde in deze klasse en werd hij tevens financier van DragonSpeed.
In 2016 maakte Hedman de overstap naar de European Le Mans Series (ELMS), waarin hij voor DragonSpeed in de LMP2-klasse de auto met Ben Hanley en Nicolas Lapierre deelde. Hij won de race op het Circuit de Spa-Francorchamps en eindigde ook op het Autodromo Internazionale Enzo e Dino Ferrari, het Circuit Paul Ricard en het Autódromo do Estoril op het podium. Met 76 punten werd hij vierde in de eindstand. Tevens werd hij zesde in de Trofeo Pirelli Am-klasse van de Ferrari Challenge Europe.

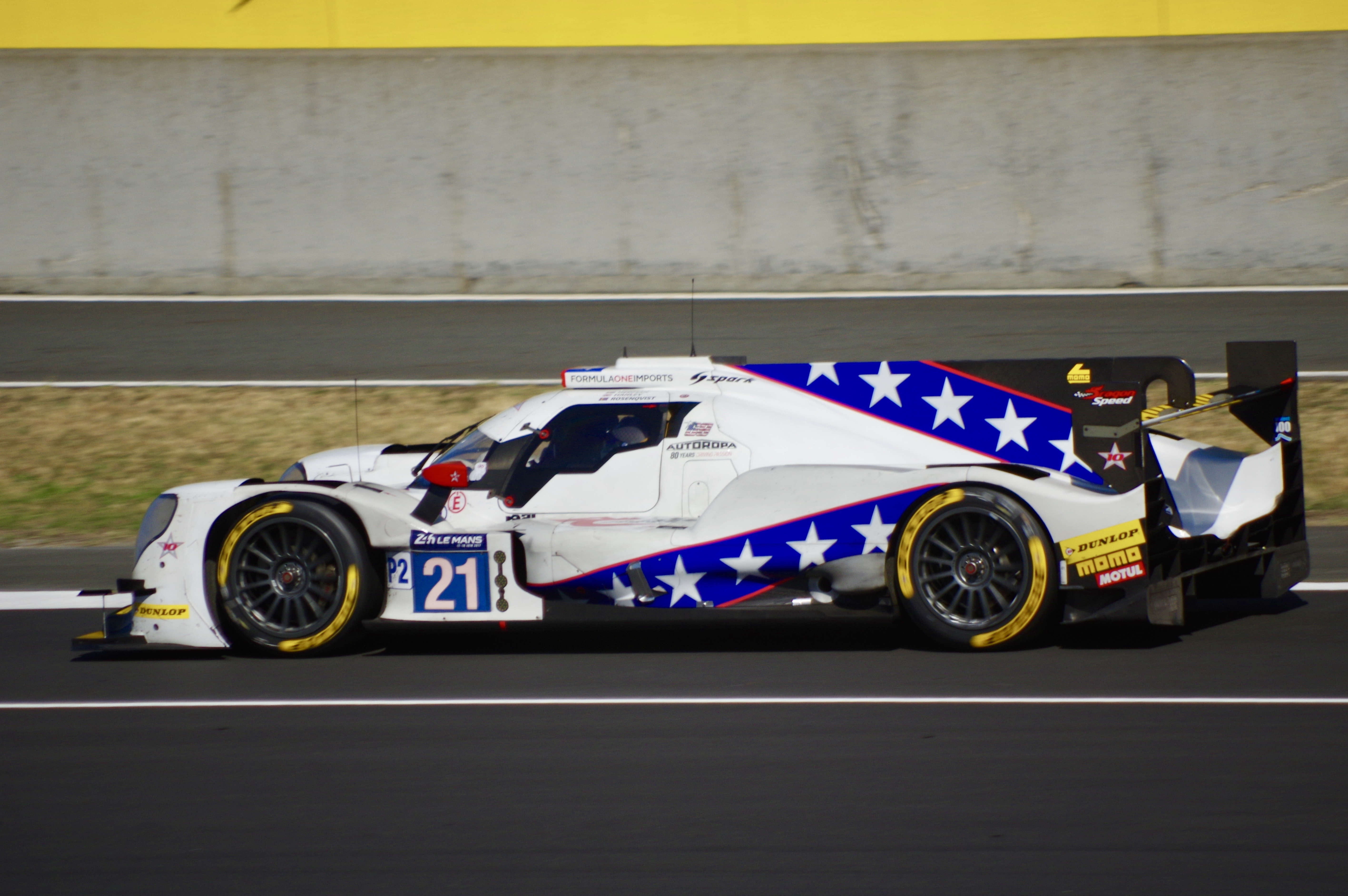
Henrik Hedman tijdens de 24 uur van Le Mans in 2017.

In 2017 bleef Hedman actief in de ELMS, waarin hij met een podiumfinish op Monza elfde in het klassement werd met 40 punten. Ook debuteerde hij dat jaar in de 24 uur van Le Mans, waarin hij voor DragonSpeed met Hanley en Felix Rosenqvist twaalfde werd in de LMP2-klasse.
In 2018 reed Hedman in de ELMS wederom met Hanley en Lapierre. Hij behaalde podiumfinishes op Silverstone en Spa-Francorchamps. Met 50,5 punten werd hij zevende in de eindstand. Tevens debuteerde hij dat seizoen in de LMP1-klasse van het FIA World Endurance Championship (WEC), waarin hij in vijf races voor DragonSpeed als teamgenoot van Hanley, Pietro Fittipaldi en Renger van der Zande reed. Hij kende hier een moeilijke periode, waarin hij enkel in de 6 uur van Silverstone aan de finish kwam met een vierde plaats. In 2019 nam hij deel aan de ELMS met Hanley, Van der Zande en James Allen als teamgenoten. Hij won de seizoensopener op Paul Ricard en werd met 48 punten zevende in het eindklassement.
In 2020 nam Hedman deel aan drie races van de LMP2-klasse van het IMSA SportsCar Championship bij DragonSpeed. Hij won samen met Hanley, Colin Braun en Harrison Newey de 24 uur van Daytona en zegevierde met Hanley tevens in de race op Road America. Dat jaar reed hij ook in de LMP2-klasse van twee WEC-races: de Lone Star Le Mans, waarin hij met Hanley en Braun negende werd, en de 24 uur van Le Mans, waarin hij met Hanley en Van der Zande als twaalfde eindigde.
In 2021 reed Hedman in een volledig seizoen van de LMP2 Pro-Am-klasse van het WEC bij DragonSpeed, waar hij de auto met Hanley en Juan Pablo Montoya deelde. Hij stond in de 6 uur van Spa-Francorchamps, de 8 uur van Portimão en de 6 uur van Monza op het podium, voordat hij in de 24 uur van Le Mans zijn enige zege van het jaar behaalde. Met 138 punten werd hij vierde in de eindstand. Ook reed hij in vier races van de ELMS, met een zesde plaats op de Red Bull Ring als zijn beste resultaat.
In 2022 kwam Hedman uit in de LMP2-klasse van zes van de zeven IMSA-races, waarin hij de auto met Montoya deelde. Hij won de race op de Mid-Ohio Sports Car Course en stond ook op Laguna Seca en in de Petit Le Mans op het podium. Met 1878 punten eindigde hij als vierde in het kampioenschap. In 2023 keerde hij terug in de ELMS, waar hij voor Dragonspeed met Juan Pablo en diens zoon Sebastián Montoya reed. Met twee vijfde plaatsen op het Autódromo Internacional do Algarve als beste resultaten werd hij met 44 punten zevende in de LMP2 Pro-Am-klasse.